# Hanko (półwysep)

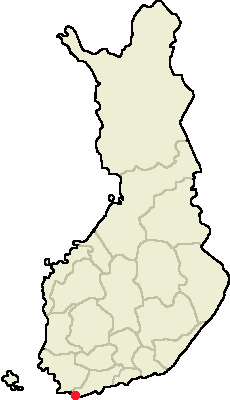
Półwysep Hanko na mapie Finlandii

Hanko (fiń. Hankoniemi,  szw. Hangö udd) – półwysep na północnym brzegu wejścia do Zatoki Fińskiej, najdalej wysunięty na południe punkt stałego lądu Finlandii. Na półwyspie znajduje się miasto Hanko.
W 1714 roku nieopodal półwyspu miała miejsce bitwa morska między Rosją i Szwecją.
Gdy rozpoczęto realizację postanowień traktatu pokojowego kończącego wojnę zimową, zawartego w marcu 1940 roku, półwysep i otaczające go wyspy zostały oddane w dzierżawie ZSRR na 30 lat. Podczas radziecko-fińskiej wojny kontynuacyjnej (1941-44) półwysep pozostał pod kontrolą Armii Czerwonej do grudnia 1941 roku, kiedy został ewakuowany. Po wojnie pozostał pod kontrolą Finlandii, za to ZSRR uzyskał w dzierżawie półwysep Porkkala.